# ویمبلدون (لندن)
longitudeویمبلدون (لندن)latitudeویمبلدون (لندن)
ویمبلدون (به انگلیسی: Wimbledon) ‎/ˈwɪmbəldən/‎ حومه‌ای از منطقه جنوب غرب لندن است.